# Мазалово
Маза́лово (рос. Мазалово) — присілок у складі Томського району Томської області, Росія. Входить до складу Новорождественського сільського поселення.

## Населення
Населення — 522 особи (2010; 591 у 2002).
Національний склад (станом на 2002 рік):
- росіяни — 91 %